# Chromeč
Chromeč település Csehországban, Šumperki járásban. Chromeč Bludov, Bohutín, Olšany, Postřelmov, Vyšehoří és Postřelmůvek településekkel határos. Lakosainak száma 558 fő (2024. január 1.).

## Népesség
A település lakosságának változását az alábbi diagram mutatja:
| Lakosok száma | 639  | 628  | 562  | 506  | 578  | 584  | 564  | 556  | 562  | 558  |
|               | 1869 | 1890 | 1921 | 1950 | 1980 | 2001 | 2017 | 2019 | 2022 | 2024 |